# Кремпа-Ґурна
Кремпа-Ґурна (пол. Krępa Górna) — село в Польщі, у гміні Ліпсько Ліпського повіту Мазовецького воєводства.
Населення — 218 осіб (2011).
У 1975-1998 роках село належало до Радомського воєводства.

## Демографія
Демографічна структура станом на 31 березня 2011 року:
|          | Загалом | Допрацездатний вік | Працездатний вік | Постпрацездатний вік |
| -------- | ------- | ------------------ | ---------------- | -------------------- |
| Чоловіки | 119     | 27                 | 76               | 16                   |
| Жінки    | 99      | 13                 | 56               | 30                   |
| Разом    | 218     | 40                 | 132              | 46                   |